# Distrito de Nou Barris

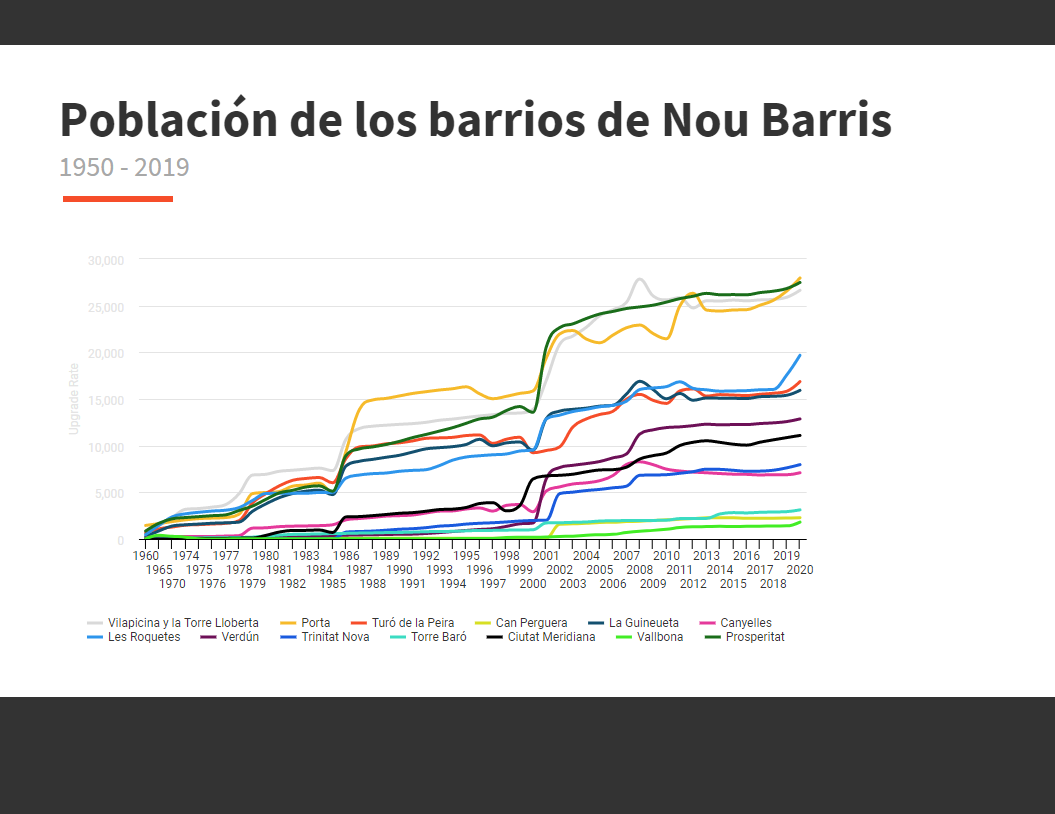
Población de los Barrios del Distrito

Nou Barris (en castellano, Nueve Barrios) es un distrito de Barcelona situado en el extremo norte de la ciudad, entre la sierra de Collserola y la avenida Meridiana, colinda con los distritos de San Andrés y Horta-Guinardó, así como con los municipis de Santa Coloma de Gramanet y Moncada y Reixach.

## Demografía
Los trece barrios que conforman Nou Barris, mayoritariamente están situados en lo que históricamente constituían las cercanías de los municipios de San Juan de Horta y San Andrés de Palomar (y más tarde de Barcelona), crecieron a lo largo del siglo XX, especialmente entre las décadas de los 50, 60 y 70.
En 1998 el distrito tenía una superficie de 800,2 hectáreas y una población de 168 837 habitantes, habiendo perdido más de treinta mil habitantes en poco más de siete años. En los últimos años, el distrito ha vuelto a ser una de las principales zonas de acogida de la fuerte corriente inmigratoria extranjera desde el año 2000, debido al precio relativamente más bajo de la vivienda en el distrito, transformando notablemente la red de comercios de los barrios. 
Actualmente, el distrito de Nou Barris está en continuo crecimiento económico sobre otros distritos barceloneses. Se estima que un 12,5 % de su población es extranjera, siendo las principales nacionalidades la ecuatoriana, la hondureña, la rumana y la marroquí.
Durante los noventa, la inversión en educación hecha en la década anterior comenzó a tener efecto, y la cifra de población sin estudios en el distrito cayó del 26,7 % (1991) al 23,1 % (1996), aumentando espectacularmente el número de titulados en educación secundaria y superior. En cuanto al conocimiento del catalán, a mediados de la década ya era comprendido por el 92,8 % de la población, y dos tercios lo podían hablar.

## Historia

### Creación
Este municipio fue agregado a la ciudad de Barcelona el 20 de abril de 1897 por la reina regente María Cristina bajo el Decreto de Agregación. Hasta 1897 lo que acabó siendo Nou Barris coincidía casi exactamente con el barrio V del antiguo municipio de San Andrés de Palomar, que pasaría a ser el distrito IX hasta el año 1984. En esa época la zona estaba ocupada tanto por grandes terratenientes de la burguesía catalana (instalados en la parte alta) como por pequeños propietarios de tierras que realizaban actividades de subsistencia; aunque los precios de las pequeñas parcelas eran altos en la zona inferior de San Andrés debido a que se trataba de terrenos irrigados por el Acequia Condal.
Aunque el desarrollo en las primeras décadas fue lento paulatinamente se fueron instalando infraestructuras industriales, así como grandes proyectos como el cementerio, la carretera Alta de Roquetes, los talleres de la línea del Ferrocarril del Norte de RENFE o el Instituto Mental de la Santa Cruz y de San Pablo. En el año 1905 se creó la Compañía de Urbanización del Sector NE de Horta con el objetivo de urbanizar la zona de lo que actualmente es Roquetes, Torre Baró i Vallbona, pero debido a la preocupación generada por la pérdida de los bosques de la zona la Compañía de Urbanización donó los terrenos al ayuntamiento para la realización de un parque; que finalmente no tomó forma.

### Años veinte y treinta
Esta época estuvo marcada por la inmigración que llegó a Cataluña, especialmente del sur de España, y Nou Barris se transformó en una zona de viviendas para trabajadores. En los años treinta el 40% de las personas que vivían en este distrito provenían de Murcia, Valencia o Aragón. En esta época se llevó a cabo el primer proyecto de vivienda pública en el sector de Nou Barris con la construcción de las Casas Baratas de Can Peguera entre 1929 y 1931, llevado a cabo por el Patronato Municipal de Vivienda, con el objetivo oficial de resolver el problema de las barracas de Montjuic ante la Exposición Universal de 1929.

### Guerra Civil, franquismo y transición
Barcelona estuvo marcada por la posguerra por una falta de inversiones públicas y un alto éxodo rural, lo que acrecentó el auge de las los barrios periféricos autoconstruidos.
Políticamente, el distrito vivió una fuerte actividad encabezada por las asociaciones de vecinos durante todo el franquismo, como respuesta al urbanismo desordenado de la posguerra y a los desequilibrios del desarrollismo de los sesenta y setenta.
Al principio se trataba de asociaciones de ámbito cultural o deportivo pero las bajas condiciones de vida de la zona impulsaron las entidades de defensa de derechos y mejora de las condiciones urbanas. Entre 1950 y 1963 Nou Barris pasó de 100.000 a 220.000 habitantes, siendo una de las principales zonas de absorción de migración hasta la década de los 70. Una tercera parte de la población tenía menos de 15 años, y el 2% más de 65.
El nombre del distrito se puso en el año 1984 cuando el Ayuntamiento de Barcelona aprobó una nueva división territorial de la ciudad, y proviene de la cabecera de la revista 9BARRIOS, publicada por la primera asociación de vecinos de la zona a comienzos de los años setenta. Una parte importante de Nou Barris estaba dentro del antiguo Distrito 9, juntamente con parte del actual distrito de San Andrés.

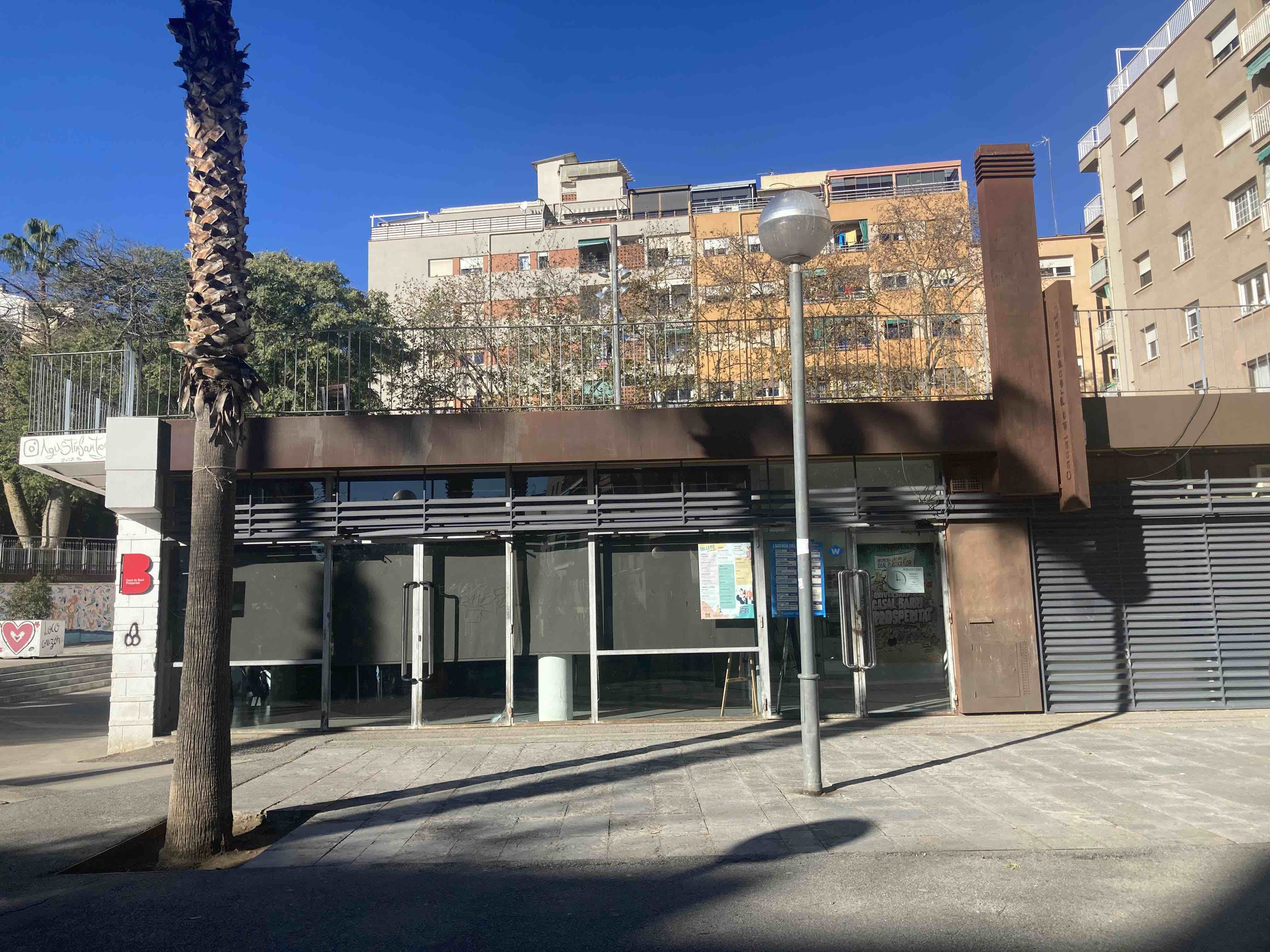
Fachada del Casal de Barri Prosperitat

Una pequeña parte de la trayectoria vecinal de Nou Barris, está recogida en la película de ficción El 47.

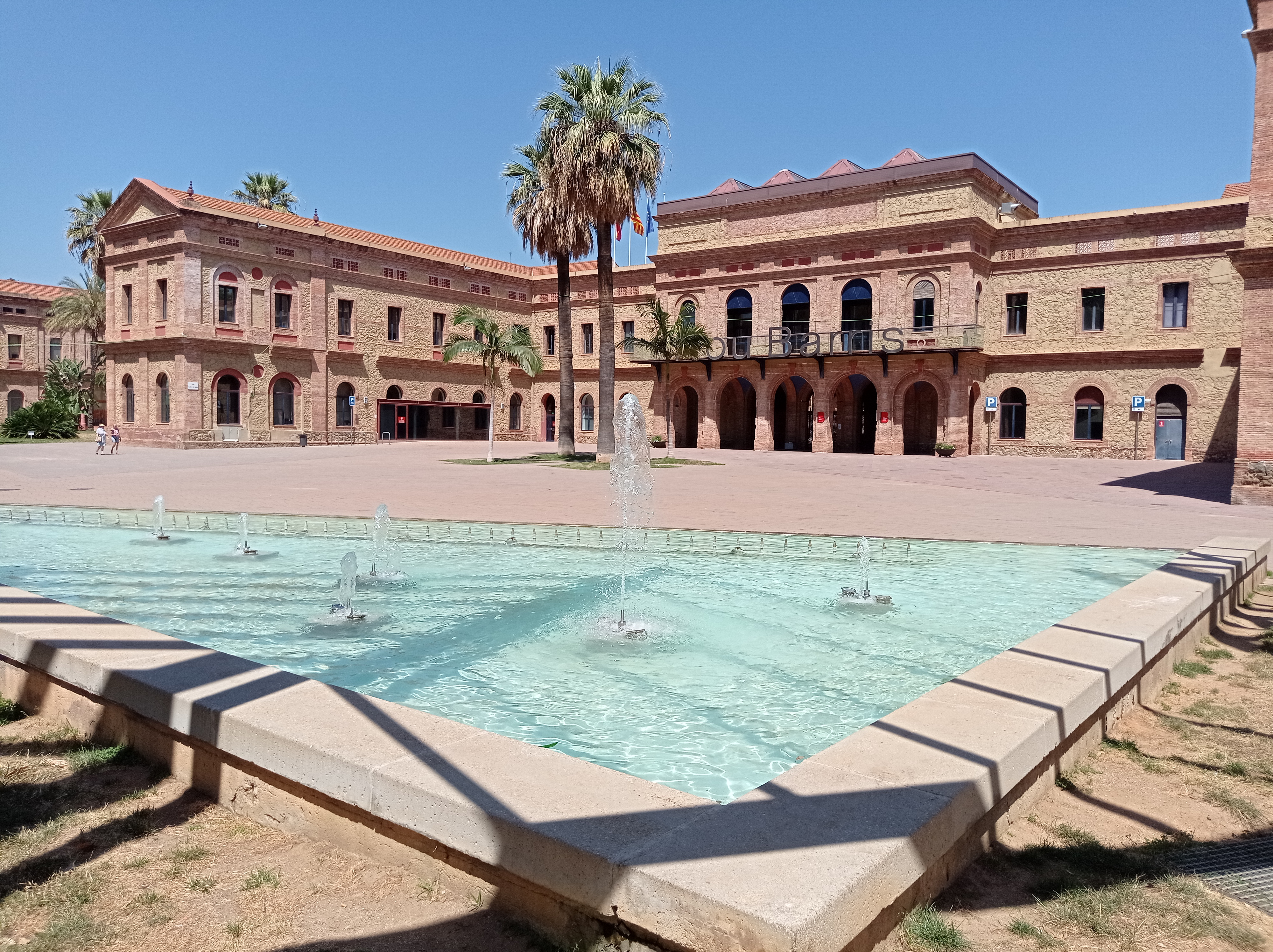
La sede del distrito de Nou Barris

## Infraestructura y urbanismo

### Instituto Mental de la Santa Cruz
Una de las construcciones más imponentes del distrito fue el inicialmente llamado Manicomio de la Santa Cruz, conocido más recientemente y hasta su cierre en 1986 como Instituto Mental de la Santa Cruz. La construcción original proyectada por el doctor Emili Pi i Molist (1824-1892) y por el arquitecto Josep Oriol i Bernadet (1811-1860), fue uno de los más brillantes ejemplos de arquitectura manicomial «moral» de Europa. El edificio permaneció íntegro hasta 1970, y su valor patrimonial era mucho mayor que otros proyectos de Oriol Bernadet, como por ejemplo Can Ricart. Diseñado entre 1855 y 1860 su construcción se inició en 1886 y no terminó hasta 1910-1915. Estuvo rodeado de una finca de 120 hectáreas, en la que se edificarían los futuros barrios de la Guineueta, Canyelles, parte de Verdún y la zona de Peguera, tras un proceso especulativo que se inició en 1955 y terminó en 1977. En la actualidad, parte del antiguo edificio está en uso por el Consejo Municipal del Distrito de Nou Barris, la Biblioteca Popular de Nou Barris, una de las más grandes de la ciudad, las oficinas de la empresa municipal PRONOBA, un centro de atención a personas sin techo, la oficina de atención al usuario del distrito, los cuarteles de la Guardia Urbana y la oficina de información de acceso a la vivienda.

### Casa de l'Aigua

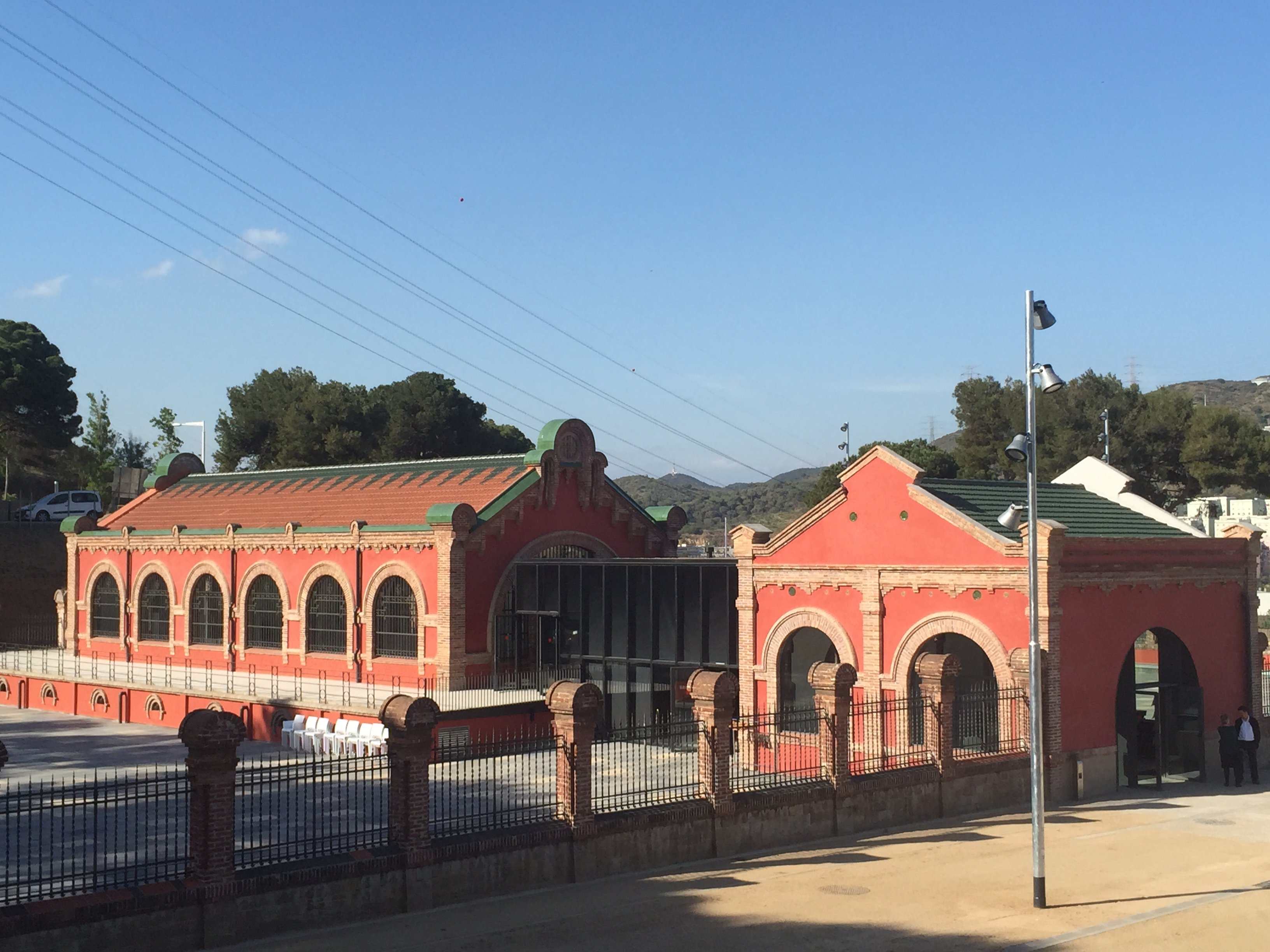
Casa de l'Aigua de Trinitat Nova

La Casa de l'Aigua es un conjunto patrimonial de estilo modernista construido por la compañía pública municipal barcelonesa Aguas de Montcada. Se construyó entre los años 1915 y 1919 después de la epidemia de tifus de 1914, con el objetivo de renovar el suministro de agua y mejorar el sistema de aguas públicas de la ciudad. El complejo está formado por los tres edificios de la Casa de l'Aigua de Trinitat Vella, que alojaban la estación de bombeo del agua de la mina de Montcada, y las instalaciones de la Casa de l'Aigua de Trinitat Nova que servían para tratar y almacenar el agua. Los túneles que las comunican sirvieron también durante un tiempo como refugio durante los bombardeos en la guerra civil.

### Parque Central de Nou Barris

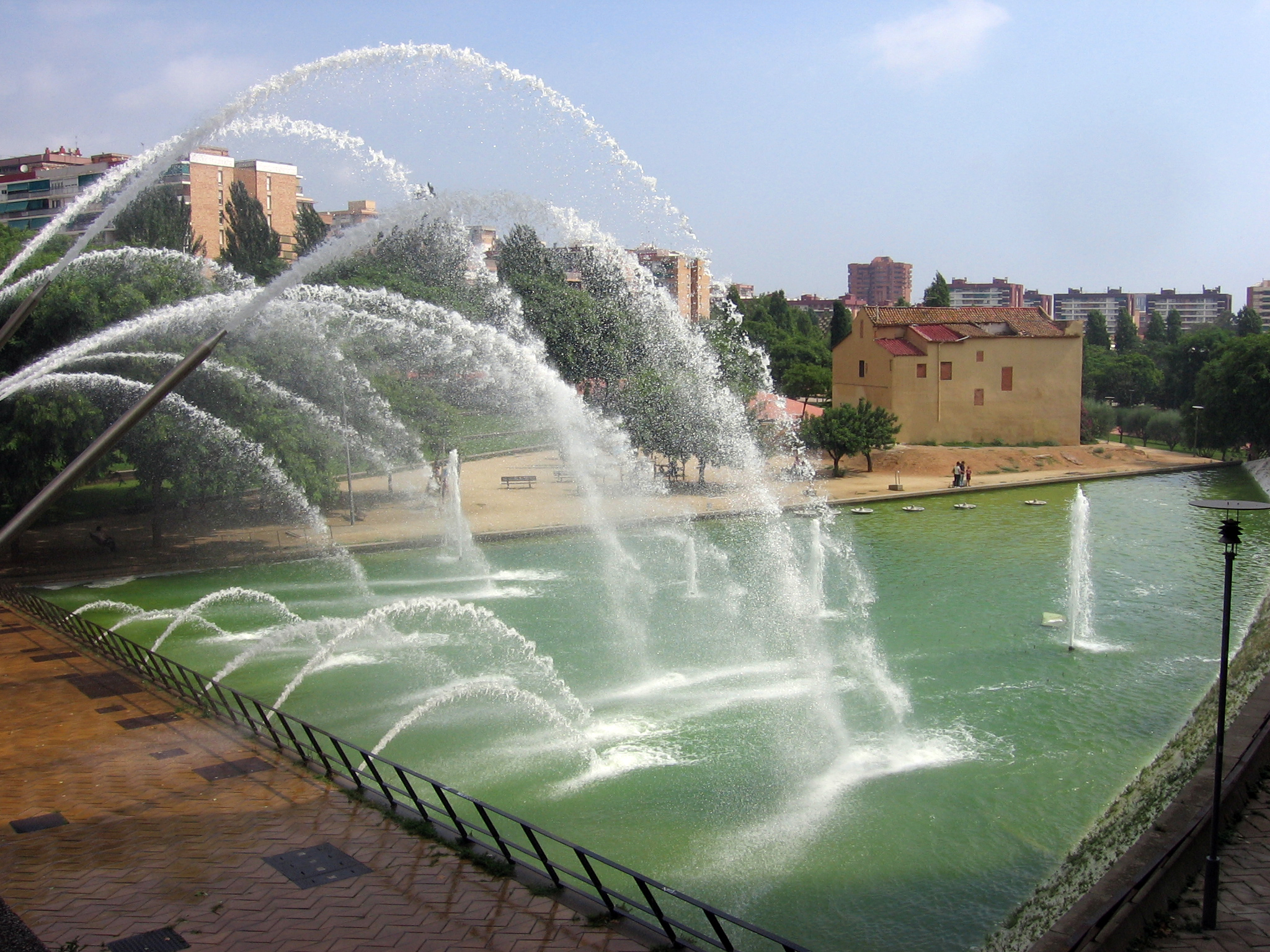
Parque Central de Nou Barris

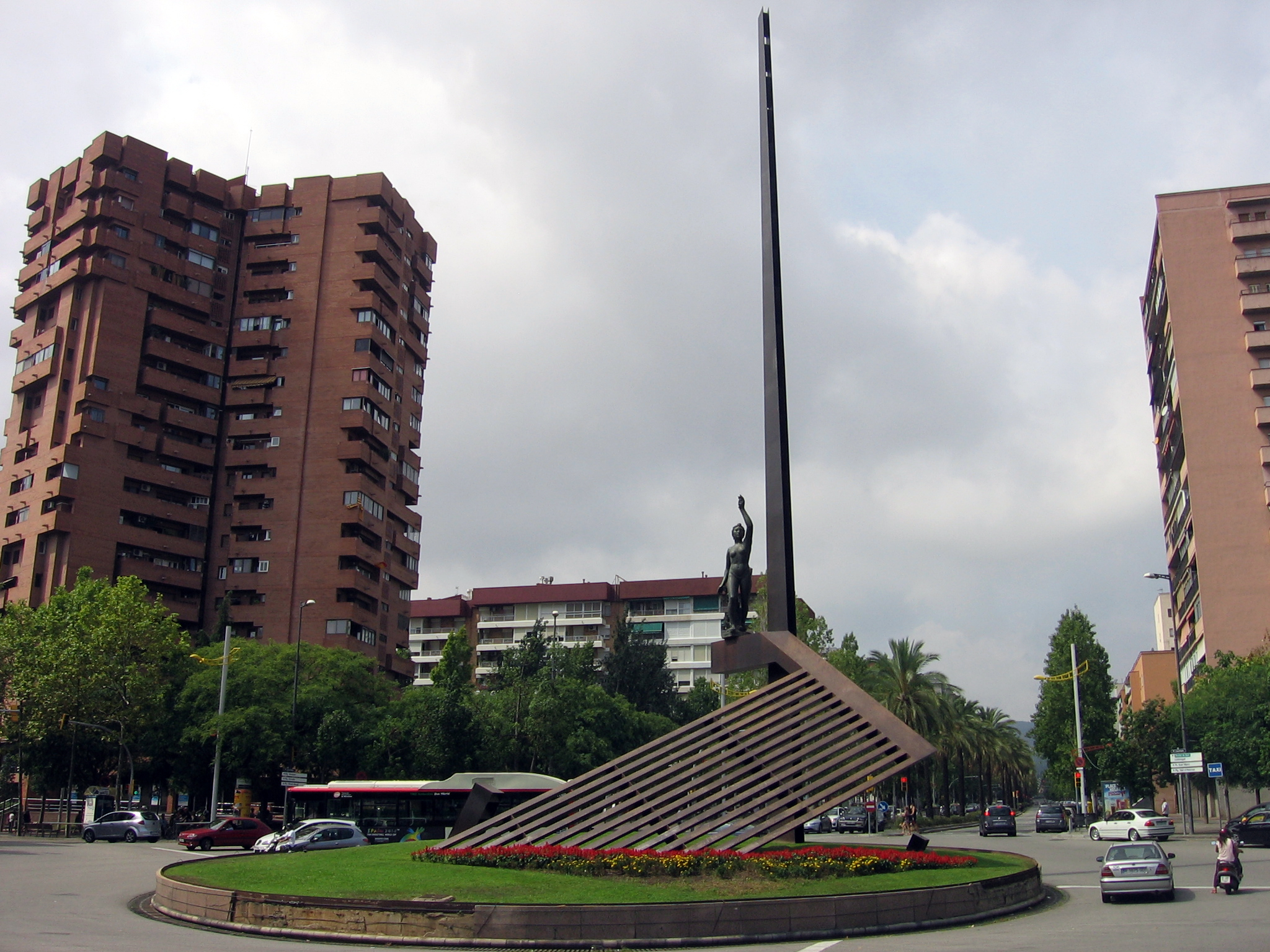
La República (Homenaje a Pi i Margall)

En 1999 se inauguró la primera fase del parque Central de Nou Barris y actualmente tiene una extensión de 17,7 hectáreas, siendo uno de los parques más grandes de la ciudad.

## Barrios de Nou Barris
A pesar del nombre del barrio, Nueve Barrios, son actualmente trece los barrios que conforman el distrito:
| N.º | Barrio                        | Superficie km² | Población (2019) | Densidad hab/km² |
| --- | ----------------------------- | -------------- | ---------------- | ---------------- |
| 44  | Vilapicina y La Torre Llobeta | 0,56           | 25.895           | 45.750           |
| 45  | Porta                         | 0,84           | 26.557           | 28.298           |
| 46  | Turó de la Peira              | 0,35           | 15.825           | 47.665           |
| 47  | Can Peguera                   | 0,11           | 2.247            | 20.136           |
| 48  | La Guineueta                  | 0,61           | 15.398           | 25.075           |
| 49  | Canyelles                     | 0,79           | 6.884            | 9.253            |
| 50  | Les Roquetes                  | 0,64           | 17.564           | 25.278           |
| 51  | Verdum                        | 0,23           | 12.568           | 53.478           |
| 52  | La Prosperidad                | 0,59           | 26.834           | 45.042           |
| 53  | La Trinidad Nueva             | 0,56           | 7.620            | 14.055           |
| 54  | Torre Baró                    | 1,76           | 2.931            | 1.231            |
| 55  | Ciudad Meridiana              | 0,35           | 10.864           | 30.980           |
| 56  | Vallbona                      | 0,59           | 1.407            | 2.261            |